# 和田弘とマヒナスターズ
和田弘とマヒナスターズ（わだひろしとマヒナスターズ、英: Hiroshi Wada & Mahina Stars もしくは Wada Hiroshi & His Mahina Stars）は、スチールギター奏者の和田弘をリーダーとする日本の音楽グループ。ハワイアン、ムード歌謡の第一人者として知られた。略称並びに通称であるマヒナはハワイ語で「月」を意味する。

## 来歴
山口銀次、和田弘、三島敏夫らが「バッキー白片とアロハ・ハワイアンズ」（以下、アロハ）を退団し、1953年にハワイアンバンド「山口銀次とマヒナスターズ」を結成。翌1954年、リーダーの山口銀次が脱退しアロハに復帰したため、和田弘がリーダーとなり「和田弘とマヒナスターズ」（以下、マヒナ）に改名する。
ハワイアンのサウンド、コーラスワークと作曲家の吉田正によるメロディを融合して、フランク永井や松尾和子らと並び、それまでにない都会的で斬新な歌謡曲（ムード歌謡）を生み出し、昭和30年代から40年代前半にかけてムード・コーラスグループの第一人者として数多くのヒット曲を世に送った。
マヒナは吉田の門下として、1957年にムード歌謡コーラスグループとしてデビュー。第一弾は「東京の人（三浦洸一のカバー）/哀愁の街に霧が降る（山田真二のカバー）」で、第二弾は「好きだった」（鶴田浩二のカバー）を吹き込む。共に既存の吉田正作品のカバーであったが、ハワイアンギターとコーラスによる「マヒナサウンド」と呼ばれることになる新しいアレンジで注目され、「好きだった」がヒットした。1958年8月にオリジナル曲「泣かないで」を発表し、これが大ヒットした。
1959年、ビクターの歌謡曲（流行歌）部門のレコード売上で「夜霧の空の終着港（エアーターミナル）」が年間2位を獲得したほか、トップ10内に4作がランクインした。
1960年代には、松尾和子らの女性歌手を迎えるスタイルをとり、第2回日本レコード大賞を受賞した「誰よりも君を愛す」や、当時としては驚異的な300万枚の売上を記録した「お座敷小唄」をはじめ、「寒い朝」「島のブルース」「愛して愛して愛しちゃったのよ」「北上夜曲」など多数のヒット曲を残した。1967年にビクターから東芝に移籍。
その後はメンバーの変動があったが、1989年に全盛期のメンバーが再集結し、同年の「第40回NHK紅白歌合戦」に紅組の出場歌手として、22年振りの再出場を果たした。
2002年頃に内紛が再び起き、和田と日高以外のメンバーが全員離脱。和田弘とマヒナスターズとしては事実上の解散となった。
その後、松平・佐々木・三原は新たに別グループを結成。和田側も新たにメンバーを入れて、新生マヒナスターズとして再始動した。2004年1月5日、和田は急死した。その後は松平が中心となって活動を行った。
2006年9月30日、マヒナのボーカルとして長年活躍した三原が逝去。2003年7月に脳梗塞で倒れ、リハビリを続けていたが復帰は叶わなかった。
2022年6月11日、松平が肺炎のため死去。
ABC制作のコメディ番組『やりくり天国』（1960年3月6日 - 8月28日）の主題歌を唄った。同曲は発売されていない。
樋屋製薬の「樋屋奇應丸」のCMソングを歌ったことでも知られている。

## 年譜
- 1954年 「和田弘とマヒナスターズ」が結成される。当時のメンバーは、和田弘、三島敏夫、松平直樹、日高利昭の4名。
- 1955年 佐々木敢一が参加。
- 1958年 山田競生、三原さと志が参加。
- 1959年 NHK紅白歌合戦に初出場。以来、昭和42年まで連続9回出場。
- 1967年 山田競生が退団。
- 1970年 松平直樹が退団。
- 1983年 三原さと志が退団。
- 1986年 三原さと志が復帰。
- 1989年 松平直樹、山田競生が復帰すると共に全盛期のオリジナルメンバー6名（和田、日高、佐々木、三原、松平、山田）が揃って再出発し、NHK紅白歌合戦に10回目の出場をする。
- 1994年 山田競生が退団し、代わりに白片修が参加。
- 2001年 9月頃にテレビ東京の楽屋内で、松平、三原、佐々木、白片の4名は分離独立して別々の仕事をするとの申入れをし、和田、日高もこれを了承した。12月31日に最後の「和田弘とマヒナスターズ」の演奏会を務め、円満に分裂して和田、日高の2名と松平、三原、佐々木、白片の4名が独自に活動することになった。
- 2002年 松平、三原、佐々木、白片は、白片興（白片修の兄）と向坂卓人を加え、「ザ・マヒナスターズ」として発足。松平、三原がボーカル、佐々木が裏声とウクレレ、白片兄弟及び向坂が楽器を担当して「マヒナスターズ」の伝統を継いだグループとして音楽活動を開始。一方和田弘も同年に日高と組み、他の新人数名を加え、「和田弘とマヒナスターズ」の名で活動を再開（その後日高は退団）。和田弘がマヒナスターズを商標登録し権利者となる。
- 2003年 松平、佐々木、三原らがマヒナスターズの商標登録取消の申し立てを行なうが、登録維持と判定される[7]。
- 2004年 和田弘が死去。
- 2006年 三原さと志が死去。
- 2012年 佐々木敢一、日高利昭が死去。
- 2022年 松平直樹が死去。

## メンバー
- 和田弘：リーダー、スチールギター担当。2004年没。
- 松平直樹：ボーカル。独特のニヤけた笑顔と髪型が特徴。1954年参加。1970年の退団後、松平直樹とブルーロマンを結成。1983年頃解散し、ソロ活動を行っていたが、1989年復帰。2002年に再び退団。2004年の和田急死後、マヒナスターズとして活動を再開。2022年没。
- 三原さと志：ボーカル。コーネリアスの小山田圭吾は実子[1]。相次ぐメンバー離脱時も残留し、長年マヒナのメインボーカルとして活躍。1958年参加。1983年に一度退団したが1986年復帰。2002年に再び退団。2004年の和田急死後、再びマヒナとして活動再開直後に脳梗塞で倒れ療養。2006年没。
- 佐々木敢一：ウクレレ、コーラス。独特のファルセット（裏声）の持ち主。1955年参加。1967年、マヒナの東芝移籍の際に、山田と二人残留し、マハロ・エコーズを結成したが後に解散しマヒナに復帰。2002年に再び退団。2004年の和田急死後、マヒナスターズとして活動を再開。北野ファンクラブ内で、セットの黒板に『マヒナスターズの裏声の人出演希望。連絡お待ちしています』と書かれていた（実際に、佐々木を含むメンバー全員で北野ファンクラブに出演している）。自身のハワイアングループ（佐々木敢一とアロハ・スターズ）も持っていた。2012年没。
- 山田競生：ベース担当。俳優の広岡瞬の父親。1958年参加、1967年退団。マハロエコーズを経て、RCAレコードのディレクターに転じ、内山田洋とクール・ファイブなどを担当した。1989年に復帰するも1994年再び退団。2022年没。
- 日高利昭：ギター担当。結成以来のメンバーで2002年のマヒナ分裂時も残留したが同年12月退団。2003年からは多岐川令子とデュオ「サナレイ」を結成し、活動を続ける。2012年に逝去の情報があるが、公式発表はされていない。

以上が往年のメンバー。他には三島敏夫（1954年参加）、船場太郎（当時：松原昌平）、影山ミキ、タブレット純（当時：田渕純）も一時在籍していた。
最終メンバーは松平と
- 白片與(白片与)：ギター担当。バッキー白片の長男。
- 白片修：ベース担当。バッキー白片の次男。
- 向坂卓人：スチールギター担当。
- 山田敏夫：1989年（平成元年）よりドラムを担当。現在はコーラス担当。

の4名である。

## 逸話
代表曲「お座敷小唄」は、1964年（昭和39年）にマヒナが広島へ巡業した際、キャバレーのホステスが口ずさんでいたのを和田弘が採譜したものである。早速、松尾和子を加えてレコーディングし、同年8月にビクターから発表された。
元々、このメロディは戦時中の1943年（昭和18年）頃から海軍兵士に歌われ、戦後は売春が黙認された地域で歌い継がれていたものだった。マヒナに続いてテイチクで久美悦子が「裏町小唄」、コロムビアでこまどり姉妹が「祇園エレジー」、東芝で紫ふじみが「しらゆき小唄」と、それぞれ発表し競作となったが、古臭い日本語をドドンパのリズムに乗せてモダン化したマヒナ盤が300万枚を売上げ独走、夜の巷で大受けした。
第6回日本レコード大賞では「お座敷小唄」がエントリー寸前であったが、同曲は作曲者不詳であり大賞の受賞資格外であったことから、代替に「ウナ・セラ・ディ東京」がノミネートされることとなった。
2001年(平成13年)、和田は、「マヒナスターズ」のロゴの商標登録を出願し、2003年(平成15年)に権利者として和田が登録された。しかし、元メンバーの松平、佐々木、白片修らによって、2006年(平成18年)に登録異議申立てがなされた(商標登録第4650580号)。この異議申立ては却下され和田の権利が維持された。ところが、和田の死後に行われた別件の登録取消審判（取消2006-030921）において、商標の不使用を理由に商標の取り消しが認められ、ロゴの商標登録が消滅した(2008年1月確定)。

## ディスコグラフィー

### シングル
ビクターレコード
- 泣かないで／渚のバラード（1958年8月、VS-117） - オリジナル第一弾の曲で、事実上のデビュー曲でもある。同時に三原さと志と山田競生が初めて参加。
- 夜霧の空の終着港（エアーターミナル）／忘られぬ唇（1959年1月、VS-174）
- 潮来船頭さん／伊豆の湯けむり（1959年5月、VS-215）
- 泣けるうちゃいいさ／俺の東京が消えてゆく（1959年4月、VS-216）
- 好きだった／ロマンス・タイム（1959年、VS-218） - 1956年に鶴田浩二が歌った曲をハワイアン風にカバーし、爆発的なヒットとなった。
- グッド・ナイト（松尾和子とのデュエット）（1959年7月、VS-232） -　女性デュエット第一弾の曲で、松尾和子のデビュー曲でもある。片面は、フランク永井・松尾和子の「東京ナイト・クラブ」
- 回り道（今日は遅くなってもいいの）／恋心（1959年8月、VS-239）
- 南国土佐を後にして／黒田節（1959年、VS-250）
- 思い出があるじゃないか／たった一人のアパート（1959年、VS-258）
- 風のある道（1959年、VS-262）-　片面は朝倉ユリの「夜霧のヘッドライト」
- おけさの島よさようなら／雪国の女（1959年、VS-264）
- 憎い人／ひえつき節（市丸とのデュエット）（1959年12月、VS-275）
- 誰よりも君を愛す（松尾和子とのデュエット）（1959年12月、VS-282） - 女性デュエット第二弾の曲。第2回日本レコード大賞受賞曲。片面は松尾和子の「そんな女になりました」
- 夜がわるい（松尾和子とのデュエット）／街の噂も65日（1960年2月、VS-289）
- お百度こいさん／バラと野郎たち（1960年5月、VS-326） -　日本風すなわち大阪（船場）風の曲をハワイアン風に作り上げた。
- 夜の招待（フランク永井、松尾和子参加）（1960年5月、VS-332）-　片面は藤田功、多摩幸子の「霧の夜空に消えた恋」
- 小さな想い出（1960年9月、VS-380）-　片面はブラック・キャッツの「いつも別れる曲り角」
- とってもたのしくしてあげましょう（松尾和子とのデュエット）（1960年、VS-427）-　片面は藤本二三代の「花の大理石通り」
- 惚れたって駄目ヨ（1961年5月、VS-505）-　片面は木田ヨシ子の「星からきた女」
- 北上夜曲（多摩幸子とのデュエット）（1961年6月、VS-519） - 後に東北新幹線の北上駅到着時の車内チャイム（別名「ふるさとチャイム」）でも採用された。片面は三浦洸一の「花ひととき」
- 春の名残り（多摩幸子とのデュエット）／北帰行（1961年11月、VS-592）-　「北帰行」は小林旭との競合作
- 色は匂へど（1962年1月、VS-622）-　片面は三原さと志・多摩幸子の「緑の星になる日まで」
- 夜の子守唄／惜別（1962年3月、VS-676）
- 寒い朝（吉永小百合とのデュエット）（1962年4月、VS-681）-　石坂洋次郎原作「寒い朝」より日活映画「赤い蕾と白い花」主題歌、片面は吉永小百合の「人の知らない花」
- 悲しき汽車ポッポ（1962年5月、VS-722）-　片面は、渡辺マリの「小雨に濡れてる花売り娘」
- 小さな町でも（山中みゆきとのデュエット）（1962年、PRA-6005） - 片面は三浦洸一・神楽坂とき子「なかよし音頭」
- 山の男で暮すのさ（1962年12月、VS-870）-　片面は松尾和子・藤本二三代の「東京姉妹」
- 虹子の夢（吉永小百合とのデュエット）（1963年、VS-890）-「交換日記」より日活映画主題歌。片面は吉永小百合の「泥だらけの純情」
- ふられ上手にほれ上手（三沢あけみとのデュエット）（1963年2月、VS-906） -　三沢あけみのデビュー曲。片面は三沢あけみの「あなたが欲しいの」
- 恋の門前仲町（1963年、VS-936）-　片面は野村雪子の「恋の不知火」。
- 男ならやってみな（1963年、VS-958）-　片面は神楽坂とき子の「女ひとり旅」
- 帰りの港／ながし舟唄（1963年5月、VS-982）-　両面ともに藤島桓夫のカバー
- 島のブルース（三沢あけみとのデュエット）／長崎慕情（1963年4月、VS-998）
- どうせやくざで（1963年、VS-1098）-　片面は松尾和子「熱海ブルース」
- 琉球恋唄（真田ひさ子との共演）（1963年、VS-1101）- B面は真田ひさ子「たけくらべ」
- 泣きぼくろ（1963年9月、VS-1104）-　片面は平尾昌章の「落葉とギター」
- つみな奴だよ（1963年10月、VS-1134）-　片面は藤本二三代の「白バラの花咲く丘」
- 目を閉じて／夜霧の街をひとりゆく（1964年4月、SV-18）
- ウナ・セラ・ディ東京／流れるままに（1964年6月、SV-24）-　ザ・ピーナッツ、西田佐知子、坂本スミ子との競作
- お座敷小唄（松尾和子とのデュエット）／マヒナのさのさ（1964年8月、SV-77）
- 手紙／夜の煉瓦道（1964年、SV-108）
- 愛してはいけない／別離の詩（1964年11月、SV-116）-　TBS系テレビドラマ「女の斜塔」主題歌
- 可愛いいあの娘／亡き君を想う歌（1964年、SV-154）
- ワン・レイニー・ナイト・イン・トーキョー（雨の夜の東京）／夏の日の想い出（1965年2月、SV-162）-　越路吹雪、西田佐知子との競作
- 続お座敷小唄（松尾和子とのデュエット）／新土佐節（1965年4月、SV-205）
- てるてる坊主泣かないで（冨士綾子参加）（1965年、SV-208）-　片面は冨士綾子の「パッと咲かそう恋の花」
- 愛して愛して愛しちゃったのよ（田代美代子とのデュエット）／泣き曜日（1965年6月、SV-237）
- 涙くんさよなら／リンデンバウムの歌（1965年12月、SV-322）-　ジョニー・ティロットソン、坂本九、ジャニーズとの競作
- 女の恋ははかなくて／赤坂の夜は更けて（1965年9月、SV-288）
- サヨナラ札幌（（松平直樹参加）／愛の悲しみ（1966年1月、SV-350）
- ここがいいのよ（松平直樹、田代美代子参加）／ムーン・ドリーム（佐々木貫一参加）（1966年、SV-383）
- 銀座ブルース（松平直樹、松尾和子参加）／東京の夜は楽し（三原さと志参加）（1966年5月、ビクターレコード、SV-386）
- キッスをあなたに（1966年、SV-447）
- 涙と雨にぬれて（松平直樹、田代美代子参加）／オータムイン東京（1966年10月、SV-462）
- 泣くな片妻／女の酒（1967年4月、SV-546）

東芝音楽工業
- 北国は寒いだろう／別れても愛してる（1967年3月10日、TP-1435）-　東芝レコード専属第一弾
- 女っぽいね／三百六十五人の恋人（1967年3月10日、TP-1436）
- あの娘に逢いたい／夕映えの渚（1967年5月15日、TP-1472）
- 男の夜曲／憎い人だよ（1967年6月21日、TP-1500）
- 愛しているよいつまでも／さいはての湖（1967年8月5日、TP-1503）
- 中州ブルース／片想い（1967年10月15日、TP-1550）
- 先斗町小唄／慕情のワルツ（1967年、TP-1560）-　小松みどり参加
- あなたのうわさ／恋の銀座村（1967年12月25日、TP-1575）
- 鍵／二人だけの夜（1968年4月1日、TP-2004）
- 花化粧／哀愁の夜（1968年7月10日、TP-2037）
- 死ぬまであなたと（1969年2月10日、TP-2121）
- 我が恋の旅路／恋の絆（1969年4月10日、TP-2146）
- ブルー・ナイト・イン・札幌／渚のバラード（1969年9月5日、TP-2170）
- 私って駄目な女ね／雨に濡れたギター（1968年9月21日、TP-2070）-　大形久仁子参加
- 博多の夜／ぎんざ雨（1969年10月1日、TP-2199）
- 待たされて／雨に濡れて（1970年3月5日、TP-2252）-　真木亜矢子、三原さと志参加
- 愛はイロいろ／月の砂浜（1970年8月5日、TP-2315）-　作詞：橋本淳、作曲：筒美京平、編曲：和田弘（愛はイロいろ）、有明春樹（月の砂浜）
- ほんとなんだぜ／うぬぼれ女の恋物語（1971年3月5日、TP-2389）
- ブルー・ナイト・イン・札幌／ワン・レイニー・ナイト・イン・東京（1971年9月5日、TP-2510）
- 赤坂の女／ほんとかナ？（1972年9月5日、TP-2738）-　B面は「NHK歌謡グランドショー」の新しい歌。
- 迎えに来たよ／大阪物語（1973年6月5日、TP-2849）

沖縄煙草産業
- でいご音頭（ソノシート）

キングレコード
- 愛のふれあい（三島敏夫参加、沢ひろしとTOKYO99のカバー）／女心の唄（バーブ佐竹のカバー）（1974年、BS-1876）
- ゆうわく（ローレン中野とのデュエット）／しゃれた関係（1976年、GK-11）

### アルバム
ビクターレコード
- 魅惑のコーラス（1958年、LV-7）
- 魅惑のコーラス 第2集（LV-16）
- 魅惑のコーラス 第3集（LV-39）
- 魅惑のコーラス 第4集（LV-44）
- 魅惑のコーラス 第5集（LV-72）
- 魅惑のコーラス 第6集（LV-78）
- 魅惑のコーラス 第7集（LV-89）
- 魅惑のコーラス 第8集（LV-109）
- 魅惑のコーラス 第9集（1960年、LV-121）
- 魅惑のコーラス 第10集（LV-136）
- 魅惑のコーラス 第11集（LV-164）
- 魅惑のコーラス 第12集（LV-***）
- 魅惑のコーラス 第13集（LV-216）
- 魅惑のコーラス 第14集（1961年、LV-224）
- 魅惑のコーラス 第15集（1962年、LV-261）
- 魅惑のコーラス 第16集（LV-272）
- 魅惑のコーラス 第17集（1962年、LV-331）
- ステレオ・ハイライト 第1集（1964年、VLY-440）
- ステレオ・ハイライト 第2集（1964年、SJV-17）
- マヒナの日本ムード（1964年、SJV-41）
- ステレオ・ハイライト 第3集（1964年、SJV-63）
- ステレオ・ハイライト 第4集（1965年、SJV-81）
- ステレオ・ハイライト 第5集（1965年、SJV-95）
- ステレオ・ハイライト 第6集（1965年、SJV-160）

東芝レコード
- マヒナ・スターズ　魅惑のバラード（TP-7190）

キングレコード
- ゴールデン・スター・ベスト・アルバム（1976年、AAA-11）

## 主な出演作品

### テレビ出演
- ラップ・ラップ・ショー（1965年、フジテレビ） - レギュラー

### 映画出演
- 濡れ髪三度笠 （1959年、大映）
- 喜劇 駅前金融（1965年、東宝）

## NHK紅白歌合戦出場歴
| 年度/放送回               | 曲目                         | 対戦相手       |
| ------------------------- | ---------------------------- | -------------- |
| 1959年（昭和34年）/第10回 | 夜霧のエアー・ターミナル     | ザ・ピーナッツ |
| 1960年（昭和35年）/第11回 | お百度こいさん               | ザ・ピーナッツ |
| 1961年（昭和36年）/第12回 | 惚れたって駄目よ             | こまどり姉妹   |
| 1962年（昭和37年）/第13回 | 泣かせるね                   | こまどり姉妹   |
| 1963年（昭和38年）/第14回 | 男ならやってみな             | こまどり姉妹   |
| 1964年（昭和39年）/第15回 | お座敷小唄                   | 五月みどり     |
| 1965年（昭和40年）/第16回 | 愛して愛して愛しちゃったのよ | 倍賞千恵子     |
| 1966年（昭和41年）/第17回 | 銀座ブルース                 | こまどり姉妹   |
| 1967年（昭和42年）/第18回 | 男の夜曲                     | こまどり姉妹   |
| 1989年（平成元年）/第40回 | 誰よりも君を愛す             | 千昌夫         |